# اکی‌باس‌توز
اکی‌باس‌توز (به قزاقی: Екібастуз، ەكىباستۇز) (ایکی‌باش‌دوز، به معنی دریاچه دو سر) شهری در استان پاولودار کشور قزاقستان است که در سرشماری سال ۲۰۰۸ میلادی، ۱۵۸۱۶۵ نفر جمعیت داشته است و از سال ۱۹۵۷ میلادی به‌عنوان شهر شناخته می‌شده است.